# اکسینتومدولین

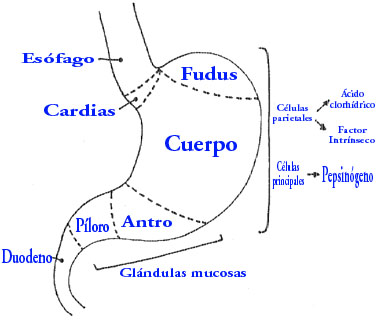
اشاره به اعضای مختلف معده

اکسینتومدولین (انگلیسی: Oxyntomodulin) یک هورمون با ۳۷ اسید آمینه است که در روده بزرگ یافت می‌شود و به وسیله سلول‌های پاریتال معده تولید می‌شود. روشن شده است که این هورمون باعث سرکوب اشتها می‌شود. پژوهش‌های تازه نشان داده‌اند که از این دارو می‌توان در درمان چاقی بهره گرفت.
سازوکار کارکرد این دارو به خوبی روشن نشده است، اما روشن است که این دارو هم می‌تواند به گیرنده‌های GLP-1 متصل شود و هم به گیرنده گلوکاگون. با این حال روشن نیست که آیا کارکرد این دارو از راه این گیرنده انجام می‌گیرد یا گیرنده‌هایی که هنوز ناشناخته مانده‌اند.